# Theodor Avé-Lallemant
Johann Theodor Friedrich Avé-Lallemant (Magdeburgo, 2 de fevereiro de 1806 — Hamburgo, 9 de novembro de 1890) foi um professor de música e crítico musical alemão.

## Biografia

### Família
Filho do pedagogo musical Johann Heinrich Jacob Dionysius Avé-Lallemant (1776–1852) e sua mulher Friederike Marie Canier (1783–1857), que era huguenote e descendente do almirante Gaspar II de Coligny. Seu avô foi o pianista Friedrich Avé-Lallemant, que já havia tocado com o príncipe Luís Ferdinando da Prússia.

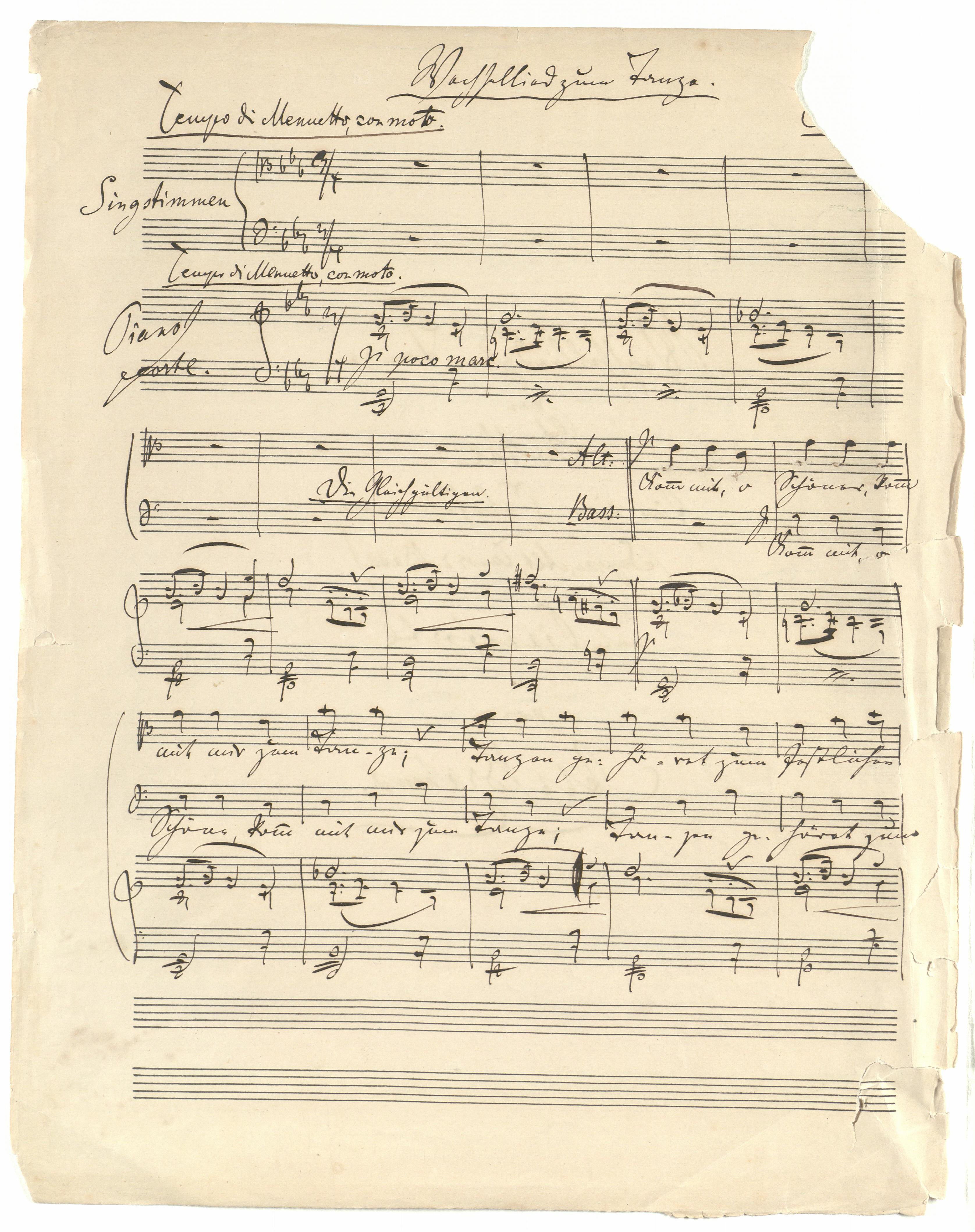
Autógrafo de Brahms (Wechsellied zum Tanze op. 31,1) dos despojos de Avé-Lallemants